# Ed O’Neill
Edward Leonard O’Neill (Youngstown, Ohio, 1946. április 12. –) amerikai színész, humorista.
Az 1980-as években az Egy rém rendes család (1987–1997) című szituációs komédia Al Bundyjaként vált világhírűvé. Alakítását két Golden Globe-jelöléssel jutalmazták. 2009 és 2020 között a Modern család című szituációs komédiában formálta meg Jay Pritchett főszereplőt. A szereppel három Primetime Emmy-díjra jelölték és a stáb többi tagjával közösen négy Screen Actors Guild-díjat nyert.
Filmes szerepei közé tartozik a Wayne világa (1992), a Wayne világa 2. (1993), a Kis óriások (1994), a Harc a másodpercekért (1997) és A csontember (1999). Szinkronszínészként hangját kölcsönözte a Rontó Ralph (2012), a Szenilla nyomában (2016) és a Ralph lezúzza a netet (2018) című animációs filmekben.

## Fiatalkora
Egy ötgyermekes család legidősebb tagjaként született (két húga és két öccse van). Apja acélipari munkás volt, anyja szociális munkásként dolgozott. 
A középiskola elvégzése után acélipari munkásként, majd bárpultosként és használtautó-kereskedőként helyezkedett el. Ezután két évig az Ohiói Egyetemre járt, ahol képzőművészetet, színészetet és történelmet tanult, majd a Youngstowni Állami Egyetemre került, ahol színészeti tanulmányait folytatta. Több darabban is játszott a youngstowni színházban. Iskolái elvégzése mellett szenvedélyének, a profi futballnak szentelte idejét. 1969-ben a Pittsburgh Steelers csapat tesztelte, de végül nem kötöttek vele szerződést. A színészet mellett, hét évig társadalomtudományt tanított egykori középiskolájában. 

## Pályafutása
1979-ben a New York-i Broadwayn a Knockout c. darabban szerepelt, a főszereplőt alakító színészt helyettesítve. A jó kritikáknak köszönhetően lehetősége nyílt rá, hogy Tennessee Williams és John Steinbeck darabjaiban játsszon. 1972 óta játszik tévé- és filmszerepeket.
1982-ben részt vett a Cheers című sorozat válogatásán, de Sam Malone szerepét végül Ted Danson kapta meg. Ugyanebben az évben őt szánták a Családi kötelékek című sorozat apaszerepére is, de végül nem őt választották. Al Bundy figurájának megformálása kétségkívül Ed O’Neill pályafutásának egyik legnagyobb sikere. A női cipőboltos szerepében 1987 és 1997 között játszott az Egy rém rendes család című helyzetkomédiában.
1989-ben Katey Sagallal, 1990-ben pedig Julia Duffyval az Emmy-díjkiosztó gála házigazdája volt. 1990-ben a FOX tévétársaság legnagyobb sztárjaként ő volt a Saturday Night Live egyik adásának műsorvezetője. 2004-ben feltűnt az Pimaszok, avagy kamaszba nem üt a mennykő című helyzetkomédiában, Cate (Katey Sagal) egykori iskolai barátjaként. 
2009-ben hosszú idő után újra vígjáték-főszereplő lett: A Modern család című sorozatban 2020-ig Jay Pritchettet alakította.

## Magánélete
1986-ban házasságot kötött Catherine Rusoff-fal. 1989-ben elváltak, majd 1993-ban ismét összeházasodtak. Két lányuk született (Sophia és Claire), mindketten második házasságkötésük után. A kaliforniai Venice-ben élnek. 
A brazil dzsúdzsucu nevű harcművészeti stílus fekete öves gyakorlója.

## Filmográfia

### Film
| Év   | Magyar cím              | Eredeti cím                                  | Szerep                  | Magyar hang            |
| ---- | ----------------------- | -------------------------------------------- | ----------------------- | ---------------------- |
| 1980 | Portyán                 | Cruising                                     | Schreiber nyomozó       |                        |
| 1980 | A háború kutyái         | The Dogs of War                              | Terry                   | Borbiczki Ferenc       |
| 1989 | Kétbalkezes bankrablók  | Disorganized Crime                           | George Denver           |                        |
| 1989 | Kutyám, Jerry Lee       | K-9                                          | Brannigan őrmester      | Beregi Péter           |
| 1990 | Ford Fairlane kalandjai | The Adventures of Ford Fairlane              | Amos hadnagy            | Balázs Péter           |
| 1990 | Házinyúlra nem lövünk   | Sibling Rivalry                              | Wilbur Meany            | Gáti Oszkár            |
| 1990 | Házinyúlra nem lövünk   | Sibling Rivalry                              | Wilbur Meany            | Csuja Imre             |
| 1990 | Házinyúlra nem lövünk   | Sibling Rivalry                              | Wilbur Meany            | Damu Roland            |
| 1991 | Az agyamra mész!        | Dutch                                        | Dutch Dooley            | Bregyán Péter          |
| 1992 | Wayne világa            | Wayne's World                                | Glen                    | Uri István             |
| 1993 | Wayne világa 2.         | Wayne's World 2                              | Glen                    | Téri Sándor            |
| 1994 | Csont nélkül            | Blue Chips                                   | Ed                      | Maróti Gábor           |
| 1994 | Kis óriások             | Little Giants                                | Kevin O'Shea            | Csuja Imre             |
| 1997 | Harc a másodpercekért   | Prefontaine                                  | Bill Dellinger          |                        |
| 1997 | A képlet csapdája       | The Spanish Prisoner                         | FBI csapatvezető        |                        |
| 1999 | A csontember            | The Bone Collector                           | Paulie Sellitto nyomozó | Sinkovits-Vitay András |
| 2000 | Telitalálat             | Lucky Numbers                                | Dick Simmons            | Csuja Imre             |
| 2000 | Telitalálat             | Lucky Numbers                                | Dick Simmons            | Rosta Sándor           |
| 2001 |                         | Nobody's Baby                                | Norman Pinkney          |                        |
| 2004 | A spártai               | Spartan                                      | Burch                   |                        |
| 2005 |                         | Steel Valley (rövidfilm)                     | Cardone képviselő       |                        |
| 2008 | Piros öv                | Redbelt                                      | hollywoodi producer     |                        |
| 2010 |                         | Lost Masterpieces of Pornography (rövidfilm) | Renato Corona főbíró    |                        |
| 2012 | Rontó Ralph             | Wreck-It Ralph                               | Mr. Litwak (hangja)     | Rosta Sándor           |
| 2015 | Törtetők                | Entourage                                    | önmaga (cameo)          | Forgács Gábor          |
| 2016 | Szenilla nyomában       | Finding Dory                                 | Hank (hangja)           | Dörner György          |
| 2017 |                         | Sun Dogs                                     | Bob Garrity             |                        |
| 2018 | Ralph lezúzza a netet   | Ralph Breaks the Internet                    | Mr. Litwak (hangja)     | Rosta Sándor           |
| 2020 |                         | The Last Shift                               | Don                     |                        |

### Televízió
| Év        | Magyar cím                                | Eredeti cím                        | Szerep                        | Megjegyzések                                                             |
| --------- | ----------------------------------------- | ---------------------------------- | ----------------------------- | ------------------------------------------------------------------------ |
| 1980      |                                           | The Day the Women Got Even         | Ed                            | tévéfilm                                                                 |
| 1981      |                                           | Another World                      | Lenny                         | 1 epizód                                                                 |
| 1982      |                                           | Farrell for the People             | Jay Brennan nyomozó           | tévéfilm                                                                 |
| 1983      |                                           | When Your Lover Leaves             | Mack Sher                     | tévéfilm                                                                 |
| 1984      | Miami Vice                                | Miami Vice                         | Arthur Lawson / Artie Rollins | 1 epizód                                                                 |
| 1985      | A simlis és a szende                      | Moonlighting                       | taxisofőr                     | 1 epizód                                                                 |
| 1985      |                                           | Hunter                             | Dan Colson                    | 1 epizód                                                                 |
| 1985      |                                           | Braker                             | Danny Buckner                 | tévéfilm                                                                 |
| 1985      |                                           | The Equalizer                      | doktor                        | 1 epizód                                                                 |
| 1985      |                                           | Spenser: For Hire                  | Buddy Almeida                 | 1 epizód                                                                 |
| 1986      |                                           | A Winner Never Quits               | Whitey Wyshner                | tévéfilm                                                                 |
| 1986      | Popeye Doyle – Francia kapcsolat 3.       | Popeye Doyle                       | James "Popeye" Doyle          | - tévéfilm - magyar hangja: - Helyey László                              |
| 1987      |                                           | Right to Die                       | ismeretlen szerep             | tévéfilm                                                                 |
| 1987–1997 | Egy rém rendes család                     | Married... with Children           | Al Bundy                      | - főszereplő (259 epizód) - magyar hangja: - Csuja Imre                  |
| 1988      |                                           | Police Story: Gladiator School     | Stanley Bivens őrmester       | tévéfilm                                                                 |
| 1988      |                                           | Midnight Caller                    | Hank                          | 1 epizód                                                                 |
| 1990      | Saturday Night Live                       | Saturday Night Live                | vendég házigazda              | 1 epizód                                                                 |
| 1990      |                                           | A Very Retail Christmas            | Max Crandall                  | tévéfilm                                                                 |
| 1990      |                                           | The Earth Day Special              | Al Bundy                      | különkiadás                                                              |
| 1991      |                                           | Top of the Heap                    | Al Bundy                      | 1 epizód                                                                 |
| 1991      | A lányomat akarom                         | The Whereabouts of Jenny           | Jimmy O'Meara                 | - tévéfilm - magyar hangja: - Tarján Péter                               |
| 1994      |                                           | In Living Color                    | önmaga                        | 1 epizód                                                                 |
| 1995      | Tébolyult jövő                            | W.E.I.R.D. World                   | Dr. Monochian                 | tévéfilm                                                                 |
| 2000      | A tizedik királyság                       | The 10th Kingdom                   | Relish, a troll király        | - minisorozat (9 epizód) - magyar hangja: - Csuja Imre - Wohlmuth István |
| 2001      | New York sűrűjében                        | Big Apple                          | Michael Mooney nyomozó        | 8 epizód                                                                 |
| 2003–2004 | Dragnet – Gyilkossági akták               | Dragnet                            | Joe Friday hadnagy            | 22 epizód                                                                |
| 2004      |                                           | In the Game                        | Buzz                          | próbaepizód                                                              |
| 2004–2005 | Az elnök emberei                          | The West Wing                      | Eric Baker kormányzó          | 4 epizód                                                                 |
| 2005      | Pimaszok, avagy kamaszba nem üt a mennykő | 8 Simple Rules                     | Matt Walsh                    | 1 epizód                                                                 |
| 2006      |                                           | Inseparable                        | Alan                          | tévéfilm                                                                 |
| 2006      |                                           | Twenty Good Years                  | Brock Manley                  | 1 epizód                                                                 |
| 2006      | Az egység                                 | The Unit                           | William Partch                | 1 epizód                                                                 |
| 2007      | John Cincinattiból                        | John from Cincinnati               | Bill Jacks                    | 10 epizód                                                                |
| 2009      |                                           | WordGirl                           | pánikoló férfi (hangja)       | 1 epizód (stáblistán nem szerepel)                                       |
| 2009–2020 | Modern család                             | Modern Family                      | Jay Pritchett                 | - főszereplő (251 epizód) - magyar hangja: - Barbinek Péter - Csuja Imre |
| 2011      | Kick Buttowski: A külvárosi fenegyerek    | Kick Buttowski: Suburban Daredevil | nagypapa (hangja)             | 1 epizód                                                                 |
| 2011      | Manny mester                              | Handy Manny                        | Mayor Thompson (hangja)       | 1 epizód                                                                 |
| 2012      | A Madagaszkár pingvinjei                  | The Penguins of Madagascar         | Orson (hangja)                | 1 epizód                                                                 |
| 2013      |                                           | Real Husbands of Hollywood         | önmaga                        | 1 epizód                                                                 |
| 2015      | Family Guy                                | Family Guy                         | Bud Swanson (hangja)          | 1 epizód                                                                 |
| 2019      |                                           | Weird City                         | Burt Maxsome                  | 1 epizód                                                                 |
| 2020      |                                           | A Modern Farewell                  | önmaga                        | Modern család dokumentumfilm                                             |
| 2024      |                                           | Finding Your Roots                 | önmaga                        | 1 epizód                                                                 |
| 2024      | LA Clippers: A legnehezebb szezon         | Clipped                            | Donald Sterling               | minisorozat (6 epizód)                                                   |

## Díjak és jelölések
Golden Globe-díj
- 1992: legjobb férfi főszereplő (musical- vagy vígjátéksorozat) – Egy rém rendes család (jelölve)
- 1993: legjobb férfi főszereplő (musical- vagy vígjátéksorozat) – Egy rém rendes család (jelölve)

## Fordítás
- Ez a szócikk részben vagy egészben  az   Ed O'Neill című angol Wikipédia-szócikk fordításán alapul.  Az eredeti cikk szerkesztőit annak laptörténete sorolja fel. Ez a jelzés csupán a megfogalmazás eredetét és a szerzői jogokat jelzi, nem szolgál a cikkben szereplő információk forrásmegjelöléseként.